# Stu Block

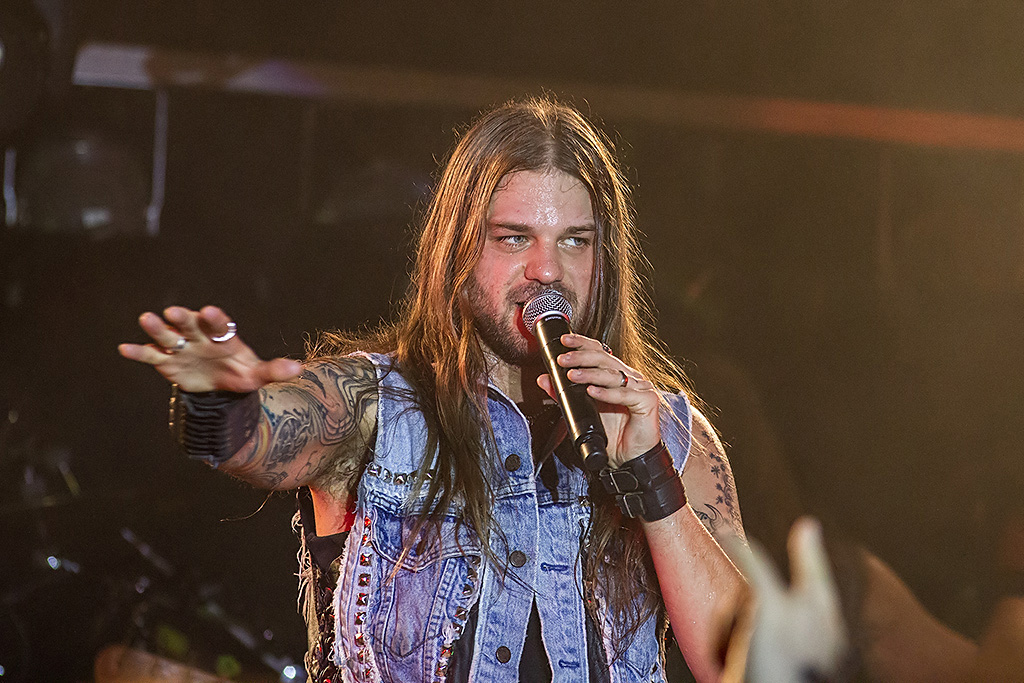
Stu Block (2012)

Stuart „Stu“ Block (* 26. November 1977) ist ein kanadischer Metal-Sänger. Bekannt wurde er als Mitglied der Band Iced Earth von 2011 bis 2021.

## Biografie
Nachdem er an der High School in einer Coverband Lieder von U2 und später Iron Maiden und Judas Priest gesungen hatte, begann Block seine musikalische Karriere im Jahr 1998 in diversen Rock- und Metal-Bands aus der Gegend um Vancouver. 2005 schloss er sich der Band Into Eternity an und ging mit ihr auf Tournee. Für die Band zog er von Vancouver nach Regina in der Provinz Saskatchewan und arbeitete in der Logistik- und Marketing-Branche. Mit Into Eternity nahm er in den Folgejahren zwei Studioalben auf. Anfang 2011 wurde Block als neuer Sänger von Iced Earth und damit Nachfolger von Matt Barlow vorgestellt. Das erste Iced-Earth-Album mit seiner Beteiligung, Dystopia, erschien am 14. Oktober 2011. Block arbeitete an zehn Liedern des Albums mit Bandgründer Jon Schaffer zusammen, entwickelte Gesangslinien und schrieb Liedtexte.
2013 wurde Stu Block bei Into Eternity von Amanda Kiernan ersetzt, die ihn bereits zuvor auf Tourneen vertreten hatte.
Im Februar 2021 gab Stu Block seinen Ausstieg bei Iced Earth bekannt, nachdem Gitarrist Jon Schaffer einen Monat zuvor beim Sturm auf das Kapitol in Washington 2021 fotografiert wurde. Obwohl Stu Block nach wenigen Tagen ein Statement mitunterschrieben hatte, in dem sich die verbleibenden Bandmitglieder vom Sturm auf das Kapitol distanzieren, wurde er aufgrund kontroverser Äußerungen auf Facebook während des Sturmes kritisiert. So postete Block, es würde „gerade Geschichte geschrieben werden“ und er sende „Liebe an seine Freunde in den USA und in der ganzen Welt“. Auf eine Nachfrage, ob er die Vorgänge verurteile, antwortete er: „Aus welchem Teil meines Statement bekommst du diesen Eindruck?“.
Block veröffentlichte ein Statement, indem er schrieb, er wäre missverstanden worden und wolle über politische Sachverhalte grundsätzlich nicht sprechen. Nachfragen nach seinem Standpunkt zum Sturm auf das Kapitol wolle er nicht kommentieren.

## Stil
Als Einflüsse bezeichnet Block unter anderem die Sänger Bruce Dickinson, Rob Halford, Matt Barlow, Tim Owens, Devin Townsend, Jari Mäenpää, George Fisher, Russell Allen und Jørn Lande. Sein Gesangsstil auf dem neuen Iced-Earth-Album Dystopia ist vielschichtig und erinnert in den mittleren Tonlagen an seinen Vorgänger Matt Barlow, während seine höheren Schreie an Rob Halford und Tim Owens erinnern.

## Diskografie
Auswahl; nur Studioalben
Mit Iced Earth
- 2011: Dystopia (Century Media)
- 2014: Plagues of Babylon
- 2017: Incorruptible

Mit Into Eternity
- 2006: The Scattering of Ashes (Century Media)
- 2008: The Incurable Tragedy (Century Media)